# Museumsorchester de Fráncfort
La Frankfurter Museumsorchester (Frankfurter Opern- und Museumsorchester) es la orquesta sinfónica residente del teatro de la Ópera de Fráncfort. Su peculiar nombre procede de la serie de conciertos que organizaba desde 1808 la Frankfurter Museumsgesellschaft, una sociedad cultural de la ciudad. Una de las orquestas más antiguas de Alemania, se fundó a finales del siglo XVIII como orquesta de la ópera municipal. Además de participar en las representaciones de ópera, mantiene una serie de 10 programas de concierto anuales por temporada, con dos conciertos cada uno, que se presentan en la Alte Oper, antiguo teatro de ópera que actualmente sirve como sala de conciertos.
Desde el principio, la orquesta atrajo a los más importantes directores del momento. El famoso compositor y violinista Louis Spohr fue uno de sus primeros directores principales (1817-1819). En la lista de sus sucesores figuran nombres como los de Clemens Krauss, William Steinberg, Franz Konwitschny, Georg Solti, Christoph von Dohnányi y Michael Gielen. Otros grandes directores que se han puesto al frente de la orquesta desde finales del siglo XIX han sido Gustav Mahler, Richard Strauss, Arthur Nikisch, Hans Pfitzner, Wilhelm Furtwängler, Hans Knappertsbusch, Hermann Abendroth, Bruno Walter y George Szell.
Dos de los más grandes poema sinfónicos de Richard Strauss, Ein Heldenleben y Also Sprach Zarathustra fueron estrenados por la Museumsorchester.